# ويليام إس. مكينون
ويليام إس. مكينون (بالإنجليزية: William S. McKinnon)‏ هو سياسي أمريكي، ولد في 19 ديسمبر 1852 في أوين ساوند في كندا، وتوفي في 17 نوفمبر 1908 في أشتابولا في الولايات المتحدة. حزبياً، نشط في الحزب الجمهوري. وقد انتخب أمين صندوق الدولة ‏.